# Seoul Cycling Team
Das Seoul Cycling Team ist ein südkoreanisches Radsportteam mit Sitz in Seoul.
Die Mannschaft wurde 2008 als UCI Continental Team gegründet und geht aus einem Amateurteam hervor. Sie nimmt hauptsächlich an Rennen der UCI Asia Tour teil. Manager und sportlicher Leiter ist Kim Jun-soo.

## Erfolge als Continental Team
| Rennserie                 | 2008 | 2009 | 2010 | 2011 | 2012 | 2013 | 2014 | 2015 | 2016 | 2017 | 2018 | 2019 | 2020 | 2021 | 2022 | 2023 | 2024 |
| ------------------------- | ---- | ---- | ---- | ---- | ---- | ---- | ---- | ---- | ---- | ---- | ---- | ---- | ---- | ---- | ---- | ---- | ---- |
| UCI ProSeries             | -    | -    | -    | -    | -    | -    | -    | -    | -    | -    | -    | -    | -    | -    | -    | -    | -    |
| UCI Continental Circuits  | 3    | 11   | 4    | 3    | 1    | 3    | 2    | 1    | 2    | 2    | -    | -    | -    | -    | -    | -    | -    |
| nationale Meisterschaften | -    | -    | -    | -    | -    | -    | -    | -    | -    | -    | -    | -    | -    | -    | 1    | -    | -    |

## Platzierungen in UCI-Ranglisten
UCI-Weltrangliste
| World Ranking | World Ranking | World Ranking          | World Ranking |
| Jahr          | Teamwertung   | Einzelwertung          |               |
| ------------- | ------------- | ---------------------- | ------------- |
| 2016          | —             | Jung Ha-jeon (634. )   |               |
| 2017          | —             | Min Kyeong-ho (508. )  |               |
| 2018          | —             | Mideum Joo (1241. )    |               |
| 2019          | 165.          | Jung Woo-ho (978. )    |               |
| 2020          | 158.          | Min Kyeong-ho (1208. ) |               |
| 2021          | 152.          | Min Kyeong-ho (1610. ) |               |
| 2022          | 172.          | Min Kyeong-ho (1455. ) |               |
| 2023          | 156.          | Jung Woo-ho (1022. )   |               |
| 2024          | 144.          | Jung Woo-ho (783. )    |               |
|               |               |                        |               |
| Quelle: UCI   |               |                        |               |

UCI Asia Tour
| Saison | Mannschaftswertung | Fahrerwertung         |
| ------ | ------------------ | --------------------- |
| 2008   | 20.                |                       |
| 2009   | 9.                 | Park Seon-ho (19.)    |
| 2010   | 7.                 | Gong Ho-suk (21.)     |
| 2011   | 42.                | Cho Ho-sung (116.)    |
| 2012   | 43.                | Seo Joon-yong (82.)   |
| 2013   | 48.                | Cho Ho-sung (125.)    |
| 2014   | 42.                | Park Sang-hoon (124.) |
| 2015   | 22.                | Kim Ok-cheol (52.)    |
| 2016   | 23.                | Kim Ok-cheol (71.)    |